# Hirtella longipedicellata
Hirtella longipedicellata är en tvåhjärtbladig växtart som beskrevs av Ghillean `Iain' Tolmie Prance. Hirtella longipedicellata ingår i släktet Hirtella och familjen Chrysobalanaceae. Inga underarter finns listade i Catalogue of Life.